# Annual Review of Biochemistry
Annual Review of Biochemistry – recenzowane czasopismo naukowe ukazujące się raz w roku i zawierające artykuły przeglądowe z dziedziny biochemii i biologii molekularnej. Powstało w 1932 roku i jest wydawane przez Annual Reviews.
Impact factor czasopisma za rok 2015 wyniósł 21,407, co uplasowało je na 2. miejscu wśród 289 czasopism w kategorii „biochemia i biologia molekularna”. Na polskiej liście czasopism punktowanych przez Ministerstwo Nauki i Szkolnictwa Wyższego z 2015 roku periodyk otrzymał maksymalną liczbę punktów – 50.